# Figueroa at Wilshire
Figueroa at Wilshire je mrakodrap v centru kalifornského města Los Angeles. Má 53 pater a výšku 219 metrů, je tak 9. nejvyšší mrakodrap ve městě. Výstavba probíhala v letech 1988–1990 a za designem budovy stojí firma Albert C. Martin & Associates. Budova disponuje 96 294 m2 převážně kancelářských ploch.